# Pourrain
Pourrain é uma comuna francesa na região administrativa de Borgonha-Franco-Condado, no departamento de Yonne. Estende-se por uma área de 23,89 km². Em 2010 a comuna tinha 1 429 habitantes (densidade: 59,8 hab./km²).